# Соломон (Канзас)
Соломан (енгл. Solomon) град је у америчкој савезној држави Канзас.

## Демографија
По попису из 2010. године број становника је 1.095, што је 23 (2,1%) становника више него 2000. године.
| Група             | 2000.         | 2010.         |
| Белци             | 1.042 (97,2%) | 1.042 (95,2%) |
| Афроамериканци    | 0 (0,0%)      | 0 (0,0%)      |
| Азијати           | 1 (0,1%)      | 2 (0,2%)      |
| Хиспаноамериканци | 23 (2,1%)     | 23 (2,1%)     |
| Укупно            | 1.072         | 1.095         |